# Johannes Volkers
Johannes Georg Heinrich Volkers (* 5. Oktober 1878 in Oldenbrok; † 25. Juni 1944 in Oldenburg) war lutherischer Theologe und Landesbischof.

## Leben

Volkers als junger Theologiestudent und Burschenschafter (Uttenruthia Erlangen) im Sommersemester 1898

Volkers wurde 1878 als Sohn eines Pfarrers in Oldenbrok geboren. Bis zu seinem Abitur 1897 besuchte er das Gymnasium in Oldenburg. Er studierte Theologie in Bonn, Erlangen und Berlin und legte 1904 das Examen ab.
Nach Tätigkeit als Pfarrer in Minsen, Jade und Ganderkesee wurde er am 23. Januar 1934 mit der Wahrnehmung der Dienste eines geistlichen Mitglieds des Oberkirchenrates der Evangelisch-Lutherischen Kirche in Oldenburg betraut. Am 20. März 1934 erfolgte die Ernennung zum Oberkirchenrat, gleichzeitig nahm er die Funktion des Präsidenten des Oberkirchenrates war. Nach der Ernennung zum Landesprobst am 25. Juni 1934 wurde er am 21. August 1934 in das Amt des Landesbischofs eingeführt.
Volkers, der dem Luthertum verpflichtet war, erhoffte sich von der deutsch-christlichen Bewegung eine Erneuerung der Kirche. Obwohl er nach der Wahl zum Bischof aus der Bewegung der Deutschen Christen austrat, blieb er in Abhängigkeit zum nationalsozialistisch beherrschten Landeskirchenausschuss und war von der Pfarrerschaft isoliert. Als Theologe vertrat er die Ansicht: „Wir predigen Evangelium. Die übrigen Fragen überlassen wir vertrauensvoll der Führung Adolf Hitlers“.
1939 gehörte er zu den Begründern des antisemitischen Eisenacher Instituts zur Erforschung und Beseitigung des jüdischen Einflusses auf das deutsche kirchliche Leben.
In den „Burgfrieden“ mit der Bekennenden Kirche stimmte er erst nach Ausbruch des Zweiten Weltkrieges ein.